# MTV Unplugged
MTV Unplugged (2017)  este un album live al cântărețului canadian Shawn Mendes . A fost lansat în data de 3 noiembrie 2017.A fost filmat în Los Angeles

## Track listing
| Nr. | Titlu                             | Autor(i)                                                                                | Lungime |  |
| 1.  | „There's Nothing Holdin' Me Back” | Shawn Mendes Teddy Geiger Geoff Warburton Scott Harris                                  | 3:30    |  |
| 2.  | „Ruin”                            | Harris Mendes Zubin Thakkar Warburton Zmishlany                                         | 6:21    |  |
| 3.  | „Stitches”                        | Geiger Daniel Kyriakides Parker                                                         | 4:23    |  |
| 4.  | „Three Empty Words”               | Harris Mendes Warburton Zmishlany                                                       | 4:19    |  |
| 5.  | „Patience”                        | Mendes Harris Geiger                                                                    | 3:!3    |  |
| 6.  | „Bad Reputation”                  | Harris Mendes Warburton                                                                 | 5:11    |  |
| 7.  | „Don't Be a Fool”                 | Harris Mendes Warburton                                                                 | 5:37    |  |
| 8.  | „Roses”                           | Mendes Tobias Jesso Jr. Tom Hull                                                        | 4:14    |  |
| 9.  | „Mercy”                           | Geiger Ilsey Juber Mendes Daniel Parker                                                 | 3:48    |  |
| 10. | „Never Be Alone”                  | Mendes Harris Martin Terefe Glen Scott                                                  | 4:49    |  |
| 11. | „Use Somebody / Treat You Better” | Caleb Followill Nathan Followill Jared Followill Matthew Followill Mendes Harris Geiger | 5:16    |  |

## Topuri internationale
MTV Unpluggednplugged debutează ca numărul 71 în  USA cu 9,000 de  unitati; 3,000 dintre acestea au fost tradiționalele vânzări de albumuri. 
| Chart (2017)                       | Peak position |
| ---------------------------------- | ------------- |
| Austrian Albums (Ö3 Austria)       | 40            |
| Canadian Albums (Billboard)        | 35            |
| German Albums (Media Control)      | 59            |
| Belgian Albums (Ultratop Flanders) | 51            |
| Dutch Albums (MegaCharts)          | 65            |
| Portuguese Albums (AFP)            | 38            |
| Spanish Albums (PROMUSICAE)        | 35            |
| Swiss Albums (Schweizer Hitparade) | 38            |
| US Billboard 200                   | 71            |

## Istoricul pieselor
| Region    | Date             | Format(s)        | Label                                | Catalogue    | Ref    |
| --------- | ---------------- | ---------------- | ------------------------------------ | ------------ | ------ |
| Worldwide | 3 noiembrie 2017 | Digital download | Island Records Universal Music Group | 060256708929 | [ 11 ] |